# Serie Z

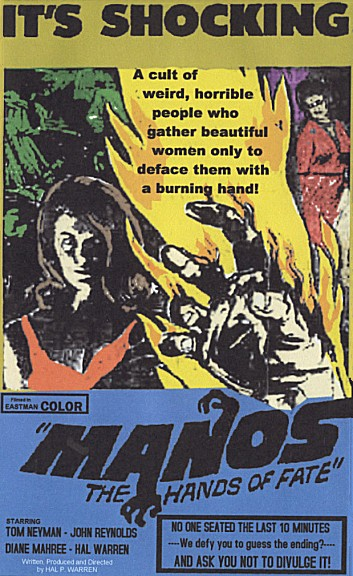
Cartel de "Manos, the hands of fate" una película de terror típica de serie Z.

Las películas de serie Z son películas cinematográficas de bajo presupuesto y con una calidad inferior a las películas de serie B. El término serie Z surgió a mediados de los años 60 como una descripción informal de ciertas películas que, con toda seguridad, no podían calificarse como de clase A. Pronto fue adoptado para caracterizar películas de bajo presupuesto con unos estándares de calidad inferiores a los de la mayoría de las películas de serie B, o incluso las llamadas de serie C. Aunque las películas de serie B tienen guiones mediocres y los actores son relativamente poco conocidos o son debutantes, la iluminación, la grabación y la edición son aceptables.

## Orígenes y características
El cine de serie Z está intrínsecamente ligado al cine de serie B. La etiqueta de serie B nace para catalogar a las películas que formaban parte de un programa doble, pero que no eran la película principal (eran las películas de serie A). Las películas de serie B y Z se ponían después de la película principal y tenían menos presupuesto.
Por eso, estas películas de serie Z estaban dirigidas por aquellos directores ya formados en cine de serie B. Disponen de muy poco tiempo para hacer el film y, por ende, deberán de utilizar un alto metraje filmado. Es por eso que el cine de clase Z será una completa subespecie de la clase B. Además, las películas de serie Z nacen en la Edad de Oro en Hollywood. La etiqueta de serie Z no es una clasificación dada por la industria cinematográfica, sino por los fans de este tipo de cine que querían consumir un contenido de peor calidad. Por lo tanto, la etiqueta de serie Z es un término totalmente peyorativo porque nace como un "insulto" de las películas de serie B. Su componente principal es reírse de lo absurdo y de lo bizarro. Además, estos directores de cine de serie Z hacen estas películas sin pensar en el dinero que invierten y en las recaudaciones. Simplemente, lo hacen por disfrute. Tampoco les importa quién lo pueda ver. No es un cine en el que se obtengan grandes ganancias y todos los que son directores de serie Z tienen que dedicarse a algo más.
Este cine intenta ser todo lo contrario al cine de autor y el cine experimental. Estos dos últimos pretenden ser arte y el cine de serie Z intenta ser el antiarte. Por otro lado, se caracteriza primordialmente por ser de ciencia ficción. En los años 50, intenta ser un cine social, ya que reivindicaba el cuestionamiento de la Guerra Fría. La mayoría de las veces nunca llegaba a ser censurado porque este tipo de cine no estaba percibido con una connotación social.
El cine de serie Z también se podría encuadrar en el cine zombi. Siempre a estos muertos vivientes se les ha catalogado en las películas como personajes malignos, pero el cine de serie Z consigue crearlos a partir de la burla y modificarlos. En cada época se puede apreciar un uso diferente de estos personajes zombis, pues, tenemos que partir de los diferentes ciclos que existen en la historia del cine. Estos son los siguientes: ciclo del zombi haitano, ciclo romeriano y ciclo de los infectados. En el cine de serie Z se sigue las características del ciclo de infectados y dejando el ciclo romeriano.
Este cine está considerado como cine trash porque a pesar de ser producciones completamente "malas" llegan a ser brillantes en la historia del cine, según el libro Cine trash: el alimento de los dioses.

### La importancia de la mujer
La mayoría de veces eran científicas y con gran relevancia en la película. Esto era de esta forma debido a que se mostraba el paralelismo de las mujeres en la sociedad. Aunque la figura de la mujer no siempre tuvo papeles importantes y es que también era aclamado por su belleza. De esta forma, muchas de las grandes producciones se basan en colocar a la mujer como símbolo de la belleza y del deseo sexual.
Por eso, siempre en este tipo de cine podemos observar como la mujer en muchas escenas permanece desnuda (o semidesnuda). 

### Curiosidades
La producción cinematográfica de una película la mayoría de las veces es bastante costosa. Las películas de serie Z facilitan a los actores y directores comenzar en el mundo del cine y coger experiencia.
En la Era de la Información es más fácil crear una película de bajo presupuesto y con poco material. De hecho, cualquier persona sin unos conocimientos bastante detallados en el mundo del cine podría crear una película de cine de serie Z. Ya teniendo un móvil y un ordenador se puede crear medianamente algo decente.

## La acogida del público
El público del cine de serie Z es completamente marginal, ya que este es muy de nicho. No existe un número exacto porque no están abiertas al gran público.  A pesar de ello muchos espectadores consumen este cine. Estos no están tan interesados por componentes gore o con escenas eróticas porque muchas están introducidas de forma muy calculada y esperable. En su época esto funcionaba porque estaba muy censurado en el cine. Ya en la Era de la Información el público se siente bastante atraído por ese componente lúdico creado sin ningún prejuicio. La mayoría de ellos son fanáticos por lo ridículo, extravagante y bizarro. Estas obras se alejan intencionalmente de ser artísticas. Impacta mucho en el espectador, ya que su principal intención es apelar al morbo. Así, los componentes estéticos que conforman estas obras cinematográficas como el uso de la sangre desmesurada o el sexo provocan que muchas personas sigan consumiendo. Y es que la fórmula del cine de serie Z sigue siendo el mismo que el de la segunda etapa de los años 40 y 50. Es decir, explotaban el terror y la ciencia ficción con la principal estrategia de colocar al mismo actor en determinados géneros. El inconveniente es que resulta bastante difícil acercar este cine al público convencional porque hay que hacerlo con una mirada crítica.

## Festivales en España
- Cutrecon: es el Festival Internacional de Cine Cutre de Madrid en el que durante cinco días se proyectan películas de muy bajo presupuesto. Recoge estrenos a nivel mundial y europeo. Este festival es muy aclamado por el público, ya que hay diversas dinámicas para que este participe. Entre ellas, pueden gritar, moverse por a sala, jugar, etc.[9]

- Festival de Zaragoza: este festival no tiene como principal objetivo el cine de serie Z, sino que se exponen diferentes películas, largometrajes, cortos, etc . Entre ellas, muchos de estos cortos están destinados a este tipo de cine.[10]

## Películas destacadas

### El ataque de los tomates asesinos
Esta película dirigida y escrita por John de Bello nos cuenta como unos tomates modificados genéticamente por el gobierno comienzan a atacar a la población.

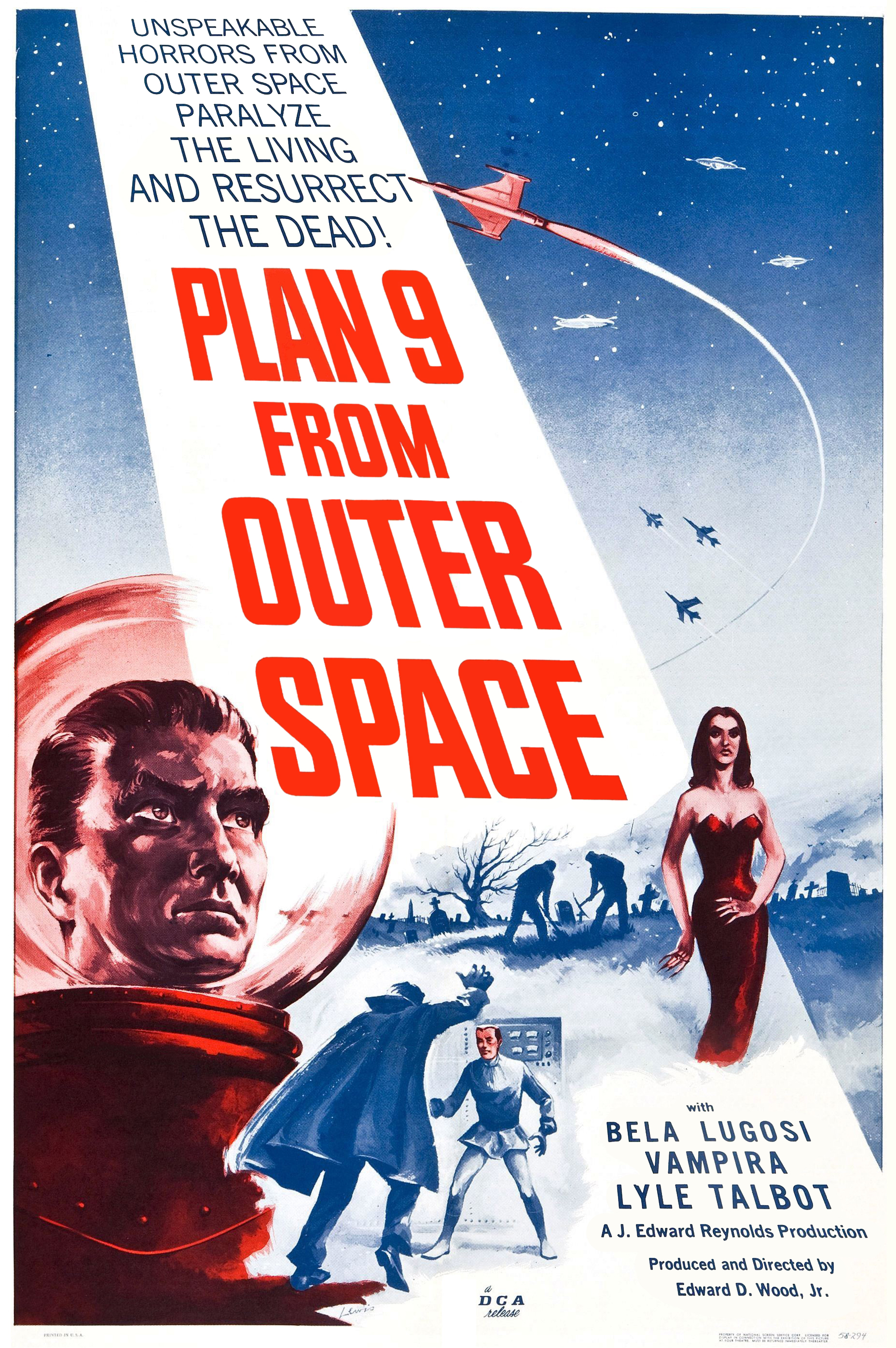
Póster de Plan 9 del espacio exterior

### Plan 9 del espacio exterior
Esta película fue dirigida por Ed Wood y es conocida como la primera de cine de serie Z creada en la historia. A pesar de su mala crítica es considerada una película de culto de ciencia ficción y de terror. Además, nos cuenta la historia de unos extraterrestres que ponen en marcha un plan y así convertir a los muertos en poderosos asesinos. 
Tim Burton creó una película dirigida por Jonny Depp, Sarah Jessica Parker, Martin Landau, Bill Murray, Jeffrey Jones, Lisa Marie Smith, Patricia Arquette, Juliet Landau y Vincent D'Onofrio en el reparto. La película narra la historia del director con detalle. Y es que gracias a directores como Tim Burton han hecho eco de que el público general pueda conocer estas películas.

### Sharknado
Esta película  fue dirigida por Anthony C. Ferrante. La historia trata como un huracán que lleva a cientos de tiburones a la ciudad de Los Ángeles. De esta forma, creando el caos en la ciudad.